# مایکرو بیت
الگو:جعبه اطلاعات رایانه تک‌بردی
BBC micro:bit یا به اختصار micro:bit یک رایانه تک‌بردی مبتنی بر ARM است که برای آموزش برنامه‌نویسی و مفاهیم محاسباتی به دانش‌آموزان طراحی شده‌است. این دستگاه توسط بی‌بی‌سی و با مشارکت شرکت‌ها و نهادهای آموزشی توسعه یافته‌است. micro:bit از سال ۲۰۱۶ به عنوان بخشی از کمپین «Make It Digital» در اختیار دانش‌آموزان بریتانیایی قرار گرفت و سپس در سراسر جهان گسترش یافت.

## تاریخچه
در ۱۲ مارس ۲۰۱۵، بی‌بی‌سی اعلام کرد که قصد دارد بیش از یک میلیون برد micro:bit را به دانش‌آموزان بریتانیایی هدیه دهد. طراحی نهایی در ژوئیه همان سال رونمایی شد. اگرچه قرار بود توزیع در سپتامبر ۲۰۱۵ آغاز شود، اما به دلیل مشکلات تولید، شروع رسمی توزیع به فوریه ۲۰۱۶ موکول شد.
در اکتبر ۲۰۲۰، نسخهٔ دوم micro:bit با سخت‌افزار ارتقایافته منتشر شد که شامل پردازنده جدید، رم بیشتر، میکروفون داخلی، بیزر و امکانات ارتباطی بهتر بود.

## سخت‌افزار
micro:bit دارای ویژگی‌های زیر است:
- نمایشگر ۵×۵ LED برای نمایش متون یا اشکال ساده
- دو دکمه قابل برنامه‌ریزی
- شتاب‌سنج و قطب‌نما
- میکروفون و بیزر (در نسخه ۲)
- پردازنده ARM با حافظه داخلی فلش و RAM
- اتصال USB و بلوتوث برای برنامه‌ریزی و ارتباط
- کانکتور لبه‌ای با پین‌های ورودی/خروجی برای اتصال سنسورها، موتور و غیره

## نرم‌افزار
کاربران می‌توانند micro:bit را با استفاده از زبان‌های زیر برنامه‌نویسی کنند:
- MicroPython
- JavaScript (از طریق Microsoft MakeCode)
- Python (در محیط Mu editor)
- C/C++ (با استفاده از SDK رسمی)
- زبان‌های دیگر مانند Espruino، Rust، Ada و BASIC نیز از طریق ابزارهای ثالث پشتیبانی می‌شوند.

## اهداف آموزشی
هدف اصلی micro:bit، گسترش سواد دیجیتال در میان کودکان و نوجوانان است. این پروژه با الهام از موفقیت BBC Micro در دهه ۱۹۸۰ طراحی شده‌است. با استفاده از micro:bit، دانش‌آموزان می‌توانند مفاهیم پایه‌ای الکترونیک، برنامه‌نویسی و طراحی سخت‌افزار را از سنین پایین یاد بگیرند.
تا سال ۲۰۱۸، بیش از دو میلیون دستگاه micro:bit در بیش از ۵۰ کشور جهان توزیع شده‌است.

## بنیاد آموزشی
در اکتبر ۲۰۱۶، Micro:bit Educational Foundation برای گسترش جهانی این پروژه تأسیس شد. این بنیاد مسئول تولید منابع آموزشی، پشتیبانی از مربیان، و توسعه نسخه‌های بین‌المللی micro:bit است.

## نسخه‌ها

### نسخه ۱
- پردازنده ARM Cortex‑M0
- ۱۶ کیلوبایت RAM و ۲۵۶ کیلوبایت فلش
- بدون میکروفون یا بیزر داخلی

### نسخه ۲
- پردازنده ARM Cortex‑M4F
- ۱۲۸ کیلوبایت RAM و ۵۱۲ کیلوبایت فلش
- میکروفون و بیزر داخلی
- دکمه خاموش و قابلیت تشخیص صدا